# SM UC-58
SM UC-58 – niemiecki podwodny stawiacz min z okresu I wojny światowej, jedna z 64 zbudowanych jednostek typu UC II. Zwodowany 21 października 1916 roku w stoczni Kaiserliche Werft w Gdańsku, został przyjęty do służby w Kaiserliche Marine 12 marca 1917 roku. W trakcie służby operacyjnej w składzie Flotylli Bałtyckiej i 1. Flotylli U-Bootów Hochseeflotte okręt odbył 12 misji bojowych, podczas których zatopił 24 statki o łącznej pojemności 21 113 BRT oraz niszczyciel o wyporności 380  ton, a ponadto zdobył trzy statki o łącznej pojemności 2716 BRT i uszkodził jeden statek o pojemności 4125 BRT. SM UC-58 został poddany Francuzom 24 listopada 1918 roku w wyniku podpisania rozejmu w Compiègne, a następnie złomowany w 1921 roku.

## Projekt i budowa
Sukcesy pierwszych niemieckich podwodnych stawiaczy min typu UC I, a także niedostatki tej konstrukcji, skłoniły dowództwo Cesarskiej Marynarki Wojennej z admirałem von Tirpitzem na czele do działań mających na celu budowę nowego, znacznie większego i doskonalszego typu okrętów podwodnych. Opracowany latem 1915 roku projekt okrętu, oznaczonego później jako typ UC II, tworzony był równolegle z projektem przybrzeżnego torpedowego okrętu podwodnego typu UB II. Głównymi zmianami w stosunku do poprzedniej serii były: instalacja wyrzutni torpedowych i działa pokładowego, zwiększenie mocy i niezawodności siłowni, oraz wzrost prędkości i zasięgu jednostki, kosztem rezygnacji z możliwości łatwego transportu kolejowego (ze względu na powiększone rozmiary).
SM UC-58 zamówiony został 12 stycznia 1916 roku jako jednostka z III serii okrętów typu UC II (numer projektu 41, nadany przez Inspektorat U-Bootów), w ramach wojennego programu rozbudowy floty . Został zbudowany w stoczni Kaiserliche Werft w Gdańsku jako jeden z sześciu okrętów typu UC II zamówionych w tej wytwórni. UC-58 otrzymał numer stoczniowy 40 (Werk 40)  . Stępkę okrętu położono 18 marca 1916 roku , a zwodowany został 21 października 1916 roku. Koszt budowy okrętu wyniósł 1 mln 935 tys. marek.

## Dane taktyczno-techniczne
SM UC-58 był średniej wielkości przybrzeżnym okrętem podwodnym o konstrukcji dwukadłubowej. Długość całkowita wynosiła 50,5 metra, szerokość 5,22 metra i zanurzenie 3,61 metra . Wykonany ze stali kadłub sztywny miał 39,3 metra długości i 3,61 metra szerokości, a wysokość (od stępki do szczytu kiosku) wynosiła 7,46 metra . Wyporność w położeniu nawodnym wynosiła 415 ton, a w zanurzeniu 498 ton. Jednostka miała wysoki, ostry dziób przystosowany do przecinania sieci przeciwpodwodnych; do jej wnętrza prowadziły trzy luki: pierwszy przed kioskiem, drugi w kiosku, a ostatni w części rufowej, prowadzący do maszynowni . Cylindryczny kiosk miał średnicę 1,4 metra i wysokość 1,8 metra, obudowany był opływową osłoną . Okręt napędzany był na powierzchni przez dwa 6-cylindrowe, czterosuwowe silniki wysokoprężne Daimler MU526 o łącznej mocy 660 KM, a pod wodą poruszał się dzięki dwóm silnikom elektrycznym BBC o łącznej mocy 620 KM . Dwa wały napędowe obracały dwie śruby wykonane z brązu manganowego (o średnicy 1,9 metra i skoku 0,9 metra) . Okręt osiągał prędkość 11,6 węzła na powierzchni i 7,3 węzła w zanurzeniu. Zasięg wynosił 9450 Mm przy prędkości 7 węzłów w położeniu nawodnym oraz 52 Mm przy prędkości 4 węzłów pod wodą. Zbiorniki mieściły 63 tony paliwa, a energia elektryczna magazynowana była w dwóch bateriach akumulatorów 26 MAS po 62 ogniwa, zlokalizowanych pod przednim i tylnym pomieszczeniem mieszkalnym załogi. Okręt miał siedem zewnętrznych zbiorników balastowych . Dopuszczalna głębokość zanurzenia wynosiła 50 metrów , a czas wykonania manewru zanurzenia 40 sekund.
Głównym uzbrojeniem okrętu było 18 min kotwicznych typu UC/200 w sześciu skośnych szybach minowych o średnicy 100 cm, usytuowanych w podwyższonej części dziobowej jeden za drugim w osi symetrii okrętu, pod kątem do tyłu (sposób stawiania – „pod siebie”). Układ ten powodował, że miny trzeba było stawiać na zaplanowanej przed rejsem głębokości, gdyż na morzu nie było do nich dostępu (co znacznie zmniejszało skuteczność okrętów). Wyposażenie uzupełniały dwie zewnętrzne wyrzutnie torped kalibru 500 mm (umiejscowione powyżej linii wodnej na dziobie, po obu stronach szybów minowych), jedna wewnętrzna wyrzutnia torped kal. 500 mm na rufie (z łącznym zapasem 7 torped) oraz umieszczone przed kioskiem działo pokładowe kal. 88 mm L/30, z zapasem amunicji wynoszącym 130 naboi . Okręt wyposażony był w dwa peryskopy Zeissa: wachtowy i bojowy oraz radiostację z podnoszonym masztem o wysokości 10 metrów. Wyposażenie uzupełniała kotwica grzybkowa o masie 272 kg .
Załoga okrętu składała się z 3 oficerów oraz 23 podoficerów i marynarzy.

## Służba

### 1917 rok
12 marca 1917 roku SM UC-58 został przyjęty do służby w Cesarskiej Marynarce Wojennej . Dowództwo okrętu objął por. mar. (niem. Oberleutnant zur See) Karl Vesper, dowodzący wcześniej UC-4, UB-31 i UC-27 . Po okresie szkolenia okręt został 9 maja 1917 roku przydzielony do Flotylli Bałtyckiej . 19 maja 1917 roku U-Boot zanotował poważny sukces, zatapiając sześć szwedzkich jednostek i zdobywając trzy kolejne . Na pozycji 60°15′N 19°44′E/60,250000 19,733333 został zatopiony zbudowany w 1883 roku parowiec „Erik” (785 BRT), płynący z ładunkiem drobnicy ze Sztokholmu do Raumy (obyło się bez strat ludzkich) . Jego los podzieliły dwa kolejne niewielkie parowce: zbudowany w 1915 roku „Kjell” o pojemności 215 BRT, przewożący drobnicę ze Sztokholmu do Mäntyluoto, zatrzymany i zatopiony u wybrzeży Finlandii (cała załoga ocalała) oraz pochodzący z 1859 roku „Kyros” (221 BRT), transportujący drobnicę ze Sztokholmu do Mäntyluoto lub Raumy, także zatrzymany i zatopiony w tym rejonie (na pokładzie nikt nie zginął)  . Również przy fińskim wybrzeżu został zatopiony zbudowany w 1915 roku żaglowiec „Olga” (83 BRT), przewożący ładunek żelazokrzemu ze Sztokholmu do Raumy (nikt nie zginął) . Tego dnia lista sukcesów załogi UC-58 powiększyła się jeszcze o dwie pozycje: 20 Mm od Raumy został zatrzymany i zatopiony zbudowany w 1873 roku parowiec „Pauline” (168 BRT), przewożący ważący 230 ton ładunek drobnicy z Öregrund do Raumy (obyło się bez strat w ludziach), a identyczny los spotkał pochodzący z 1915 roku parowiec „Therese” o pojemności 208 BRT, płynący z ładunkiem 295 ton drobnicy z Gävle do Raumy, który został zatrzymany i zatopiony bez ofiar w załodze u wybrzeży Finlandii  . Tego dnia załoga U-Boota zatrzymała i opanowała nieopodal Raumy trzy parowce: pochodzący z 1877 roku „Göta” o pojemności 1128 BRT; zbudowany w 1880 roku „Lizzie” (1095 BRT), płynący ze Sztokholmu do Raumy z ładunkiem drobnicy (nikt nie zginął) oraz zbudowany w 1879 roku „Märta” (493 BRT), także transportujący ze Sztokholmu do Raumy drobnicę (obyło się bez ofiar ludzkich). Wszystkie pryzy doprowadzone zostały do portu w Lipawie   .
3 czerwca ofiarą działalności UC-58 został zbudowany w 1901 roku rosyjski parowiec „Sten II” o pojemności 227 BRT, który został zatrzymany i zatopiony poprzez otwarcie zaworów dennych w Zatoce Botnickiej . Trzy dni później załoga U-Boota zatopiła dwa szwedzkie żaglowce: zbudowany w 1870 roku „Edvard” (98 BRT), przewożący ładunek solonych śledzi ze Sztokholmu do Raumy, zatrzymany i zatopiony 20 Mm na zachód od Raumy oraz pochodzący z 1892 roku „Elianna” (75 BRT), płynący z Dalarö do Raumy z ładunkiem skaleni, zatrzymany i zatopiony w tym samym rejonie (na obu jednostkach nikt nie zginął)  . 11 czerwca na zachód od Wysp Alandzkich UC-58 zatopił zbudowany w 1876 roku szwedzki drewniany kecz „August” o pojemności 120 BRT, transportujący skalenie z Ornö do Finlandii (obyło się bez ofiar ludzkich) . 15 czerwca nieopodal Vaasy na postawioną przez okręt minę wszedł pochodzący z 1904 roku szwedzki żaglowiec „Cleo” (92 BRT), płynący z ładunkiem drobnicy ze Sztokholmu do Vaasy. Statek zatonął bez ofiar w załodze .
7 lipca na minach postawionych przez U-Boota w pobliżu Raumy zatonęły dwa nowe, zbudowane w 1917 roku rosyjskie kutry trałowe MT 11 i MT 14, każdy o wyporności 29 ton  . Tydzień później nieopodal Mäntyluoto został zatopiony fiński statek „Bonus” o pojemności 111 BRT . 10 września na minie postawionej przez UC-58 na północny zachód od wyspy Vormsi zatonął rosyjski holownik „Sims” .
W październiku 1917 roku SM UC-58 (wraz z siostrzanymi jednostkami UC-56, UC-57, UC-59, UC-60 i UC-78) w składzie flotylli „Kurlandia” wziął udział w operacji Albion, mającej na celu opanowanie Wysp Moonsundzkich. W pierwszej dekadzie października okręt wyszedł z Lipawy z zadaniem zajęcia pozycji u północno-wschodnich wybrzeży Ozylii, by wraz z UC-59 pełnić rolę punktów orientacyjnych dla floty inwazyjnej. Następnie został przesunięty do obserwacji północnego wejścia do cieśniny Moonsund; po pomyślnym wykonaniu zadania U-Boot powrócił do bazy między 20 a 25 października. 14 października dowódca okrętu Karl Vesper otrzymał awans na stopień kpt. mar. (niem. Kapitänleutnant) . W dniach 17–19 października nieopodal rejonu patrolowania U-Boota przeszedł duży zespół okrętów rosyjskich ewakuujących się z Zatoki Ryskiej, po wcześniejszym wytrałowaniu postawionych przez UC-58 min.
27 listopada nieopodal Pori, koło wyspy Outoori na postawioną przez okręt podwodny minę wszedł rosyjski niszczyciel „Bditielnyj”. Okręt zatonął, a w katastrofie zginęło 52 członków jego załogi . Trzy dni później pod Raumą, również na minie zatonął nowy rosyjski kuter trałowy MT 1 (25 ton) .
11 grudnia 1917 roku UC-58 został przydzielony do 1. Flotylli U-Bootów Hochseeflotte . W dniach 22 grudnia 1917 roku – 7 stycznia 1918 roku okręt postawił zagrody minowe u wybrzeży Wielkiej Brytanii. Pierwszy sukces w nowej formacji załoga U-Boota odniosła 29 grudnia, kiedy to na północny wschód od Aberdeen został storpedowany bez ostrzeżenia zbudowany w 1880 roku uzbrojony brytyjski parowiec „Ennismore” (1499 BRT), płynący z Newcastle upon Tyne do Christianii z ładunkiem węgla i koksu. Statek zatonął na pozycji 57°17′N 1°25′W/57,283333 -1,416667 ze stratą 10 członków załogi  .

### 1918 rok
1 stycznia 1918 roku na południe od Aberdeen okręt zatopił w ataku torpedowym zbudowany w 1901 roku szwedzki parowiec „Eriksholm” o pojemności 2632 BRT, transportujący węgiel na trasie Methil – Göteborg (na pozycji 57°10′N 1°52′W/57,166667 -1,866667) . 12 stycznia na minie postawionej przez UC-58 zatonął pochodzący z 1880 roku szwedzki parowiec „Adolph Meyer” (807 BRT), przewożący węgiel z Methil do Göteborga. W katastrofie, która miała miejsce na południowy wschód od Peterhead, zginęło 17 osób . W dniach 4–25 lutego okręt postawił kolejne zagrody minowe u brytyjskich wybrzeży. 11 lutego U-Boot storpedował bez ostrzeżenia zbudowany w 1893 roku uzbrojony brytyjski zbiornikowiec „Baku Standard” (3708 BRT), płynący z Greenock do Firth of Forth z ładunkiem ropy naftowej. Statek zatonął u wybrzeży Aberdeenshire ze stratą 24 członków załogi  . Nazajutrz ofiarą okrętu podwodnego padł pochodzący z 1912 roku uzbrojony brytyjski parowiec pasażerski „St. Magnus” (809 BRT), przewożący pasażerów, pocztę i drobnicę z Lerwick do Aberdeen. Jednostka została storpedowana bez ostrzeżenia i zatonęła w odległości 3 Mm na północny wschód od Peterhead (na pozycji 57°32′N 1°44′W/57,533333 -1,733333), a w katastrofie zginęło pięć osób  . 13 lutego więcej szczęścia miała załoga zbudowanego w 1894 roku brytyjskiego zbiornikowca „Lackawanna” o pojemności 4125 BRT, płynącego z ładunkiem węgla z Nowego Jorku do Grangemouth, który pomimo trafienia torpedą na pozycji 56°47′N 2°07′W/56,783333 -2,116667 dopłynął do portu docelowego, a na pokładzie nikt nie zginął .
20 kwietnia 1918 roku nowym dowódcą UC-58 został mianowany por. mar. Kurt Schwarz, dowodzący wcześniej UB-14 i UB-42 . Osiem dni później otrzymał on awans na stopień kpt. mar. . Pierwszym jego sukcesem było zatopienie 18 maja zbudowanego w 1916 roku amerykańskiego zbiornikowca „William Rockefeller” o pojemności 7175 BRT, płynącego z ładunkiem ropy naftowej z Filadelfii do Rosyth. Jednostka zatonęła 21 Mm na wschód od Kinnaird (na pozycji 57°44′N 1°23′W/57,733333 -1,383333) ze stratą trzech członków załogi . 28 czerwca na postawioną poprzedniego dnia przez U-Boota minę wszedł pochodzący z 1889 roku brytyjski trawler „Pochard” (146 BRT), który zatonął około 45 Mm na wschód od ujścia rzeki Humber (obyło się bez strat w ludziach) . Ostatnim wojennym sukcesem UC-58 było zatopienie 17 września zbudowanego w 1898 roku uzbrojonego brytyjskiego parowca „Muriel” (1831 BRT), transportującego węgiel z Newcastle upon Tyne do Scapa Flow. Statek został storpedowany bez ostrzeżenia w odległości 3,5 Mm na północny wschód od Peterhead (na pozycji 57°32′N 1°44′W/57,535000 -1,737778), a na jego pokładzie nikt nie zginął  .
W myśl postanowień rozejmu w Compiègne UC-56 został 24 listopada 1918 roku poddany Francuzom  . Okręt został zezłomowany w Cherbourgu w 1921 roku .

### Podsumowanie działalności bojowej
SM UC-58 odbył 12 misji bojowych, w wyniku których zatonęły 24 statki o łącznej pojemności 21 113 BRT i okręt o wyporności 380 ton, a jeden statek o pojemności 4125 BRT został uszkodzony; zostały też zdobyte trzy statki o łącznej pojemności 2716 BRT . Na pokładach zatopionych i uszkodzonych jednostek zginęły co najmniej 62 osoby, w tym 52 na rosyjskim niszczycielu „Bditielnyj”  . Pełne zestawienie zadanych przez niego strat przedstawia poniższa tabela :
| Data              | Nazwa                 | Państwo            | Tonaż       | Los jednostki |
| ----------------- | --------------------- | ------------------ | ----------- | ------------- |
| 19 maja 1917      | „Erik”                | Szwecja            | 785         | zatopiony     |
| 19 maja 1917      | „Göta”                | Szwecja            | 1128        | zdobyty       |
| 19 maja 1917      | „Kjell”               | Szwecja            | 235         | zatopiony     |
| 19 maja 1917      | „Kyros”               | Szwecja            | 221         | zatopiony     |
| 19 maja 1917      | „Lizzie”              | Szwecja            | 1095        | zdobyty       |
| 19 maja 1917      | „Märta”               | Szwecja            | 493         | zdobyty       |
| 19 maja 1917      | „Olga”                | Szwecja            | 83          | zatopiony     |
| 19 maja 1917      | „Pauline”             | Szwecja            | 168         | zatopiony     |
| 19 maja 1917      | „Therese”             | Szwecja            | 208         | zatopiony     |
| 3 czerwca 1917    | „Sten II”             | Imperium Rosyjskie | 227         | zatopiony     |
| 6 czerwca 1917    | „Edvard”              | Szwecja            | 98          | zatopiony     |
| 6 czerwca 1917    | „Elianna”             | Szwecja            | 75          | zatopiony     |
| 11 czerwca 1917   | „August”              | Szwecja            | 120         | zatopiony     |
| 15 czerwca 1917   | „Cleo”                | Szwecja            | 92          | zatopiony     |
| 7 lipca 1917      | MT 11                 | Rosyjska Carska MW | 29          | zatopiony     |
| 7 lipca 1917      | MT 14                 | Rosyjska Carska MW | 29          | zatopiony     |
| 14 lipca 1917     | „Bonus”               | Finlandia          | 111         | zatopiony     |
| 10 września 1917  | „Sims”                | Imperium Rosyjskie | ?           | zatopiony     |
| 27 listopada 1917 | „Bditielnyj”          | Rosyjska Carska MW | 380         | zatopiony     |
| 30 listopada 1917 | MT 1                  | Rosyjska Carska MW | 25          | zatopiony     |
| 29 grudnia 1917   | „Ennismore”           | Wielka Brytania    | 1499        | zatopiony     |
| 1 stycznia 1918   | „Eriksholm”           | Szwecja            | 2632        | zatopiony     |
| 12 stycznia 1918  | „Adolph Meyer”        | Szwecja            | 807         | zatopiony     |
| 11 lutego 1918    | „Baku Standard”       | Wielka Brytania    | 3708        | zatopiony     |
| 12 lutego 1918    | „St. Magnus”          | Wielka Brytania    | 809         | zatopiony     |
| 13 lutego 1918    | „Lackawanna”          | Wielka Brytania    | 4125        | uszkodzony    |
| 18 maja 1918      | „William Rockefeller” | US Navy            | 7175        | zatopiony     |
| 28 czerwca 1918   | „Pochard”             | Wielka Brytania    | 146         | zatopiony     |
| 17 września 1918  | „Muriel”              | Wielka Brytania    | 1831        | zatopiony     |
| RAZEM             | RAZEM                 | zatopione:         | zatopione:  | 24            |
| RAZEM             | RAZEM                 | zdobyte:           | zdobyte:    | 3             |
| RAZEM             | RAZEM                 | uszkodzone:        | uszkodzone: | 1             |